# Ali Lobaszi
Ali Lobaszi (macedónul: Али Лобаси) település Észak-Macedóniában, a Délkeleti körzetben, a Radovisi járásban.

## Népesség
| Lakosok száma | 178  | 181  | 51   | 13   | 9    |      |
|               | 1948 | 1953 | 1961 | 1971 | 1981 | 1991 |

- 2002-ben lakatlan település, korábban törökök lakták.